# Miraflores de la Sierra
Miraflores de la Sierra es un municipio y localidad española del norte de la Comunidad de Madrid. El término municipal cuenta con una población de 7139 habitantes (INE 2024).

## Toponimia
La localidad se habría fundado a mediados-finales del siglo XIII por pobladores segovianos, bajo el nombre de «Porquerizas» que podría tener dos significados diferentes: bien lugar de crianza y guarda de cerdos, bien lugar poblado y abundante en jabalíes. Cualquiera de ellas serviría perfectamente para calificar esta incipiente aldea medieval. El nombre original del municipio fue el de Porquerizas de la Sierra, nombre que hace referencia a las actividades ganaderas que tenían lugar en él. Cuenta la leyenda que Isabel de Borbón, al contemplar el municipio de camino a El Paular y preguntar por su nombre, se negó a que aquel bello lugar se conociese con el no tan bello nombre de Porquerizas y lo rebautizó con el actual Miraflores de la Sierra.

## Geografía
Está situado a 49 km de Madrid, en una ladera del sistema Central orientada al sur. De la localidad parten las carreteras y caminos de los puertos de Canencia y La Morcuera. 

## Historia

### Edad Media
No se sabe cuál fue la fecha exacta de su fundación. Diego de Colmenares afirma que ya existían los pueblos del Real de Manzanares en 1287. El lugar fue fundado con el nombre de Porquerizas por parte de ganaderos segovianos durante el reinado de Alfonso X el Sabio, entre 1252 y 1284, integrándose en el Sexmo de Manzanares del Concejo de Segovia; se cree que fue este monarca hacia 1268 cuando pone estas tierras bajo su protección denominándolas Real de Manzanares, y dando permiso a ambas comunidades (Madrid y Segovia) para su repoblación sin prejuicio de a quien correspondan estas tierras posteriormente. Así surgen definitivamente Guadalix de la Sierra, Porquerizas, Colmenar Viejo o Manzanares el Real.
En 1363 Juan I de Castilla cede este territorio a Pedro González de Mendoza, antecesor de los condes del Real Manzanares, marqueses de Santillana y duques del Infantado.

### Edad Moderna
En 1501, con la facultad de los Reyes Católicos, Porquerizas y otras aldeas del Real llevan a cabo los amojonamientos de sus términos, surgiendo con ello problemas entre Porquerizas y Guadalix de la Sierra, al igual que surgen conflictos con Chozas (hoy Soto del Real) y Bustarviejo.
En 1523, Carlos I le otorga a la aldea el rango de villa, por el cual dejaba de depender jurídicamente de Manzanares. Pero aún seguían perteneciendo al señorío de los duques del Infantado.

### Edad Contemporánea
A principios del siglo XIX, el Ayuntamiento de este pueblo, partidario de la Junta de Defensa Nacional contra las tropas napoleónicas, se convierte en albergue y zona de avituallamiento para numerosas partidas comandadas por el guerrillero Abril que en 1812 mantuvo alguna escaramuza con los franceses durante la Guerra de la Independencia Española.
A mediados del siglo XIX, el lugar contaba con una población censada de 1543 habitantes. La localidad aparece descrita en el undécimo volumen del Diccionario geográfico-estadístico-histórico de España y sus posesiones de Ultramar de Pascual Madoz de la siguiente manera:

MIRAFLORES DE LA SIERRA: v. con ayunt. de la prov., aud. terr. y c. g. de Madrid (8 leg.), part. jud. de Colmenar Viejo (3), dióc. de Toledo (20): sit. en la falda oriental de las serranías que dividen las 2 Castillas, la combaten con mas frecuencia los vientos N., su clima es frío, y sus enfermedades mas comunes pulmonías; tiene sobre 500 casas distribuidas en varias calles y una plaza, hay casa de ayunt., cárcel, escuela de instruccion primaria comun á ambos sexos, á la que concurren unos 100 niños que se hallan á cargo de un maestro dotado con 3,300 rs., 3 fuentes de buenas aguas, y una igl. parr. (Sta. María la Mayor), servida por un párroco cuyo curato es de primer ascenso y de provision en concurso: en los afueras de la pobl. se encuentra un paseo titulado de las Cruces, con algunos olmos, y el cementerio en parage que no ofende la salud pública. El térm. confina N. Lozoya; E. Bustarviejo; S. Las Chozas, y O. Manzanares y el Paular o Rascafria; se estiende una leg. poco mas ó menos en todas direcciones, y comprendes montes denominados Peñalapala, Anajarra y Morcueras; solo está poblado un pequeño alto de la Anajarra llamado la Raya, es roble y lo carbonean; hay minas de plata, cobre, y otros metales, como tambien espato pesado, berilo ordinario y opaco, y bastantes huertas de frutales que con un campo dilatado y muchas fuentes, hacen este pueblo muy delicioso; un arroyo nace en el térm. y corre de N. á E. El terreno es pedregoso y de mediana calidad. caminos: los que dirigen á los pueblos limítrofes en regular estado; el correo se recibe de la cab. del part. por balijero los miércoles, viernes y domingos, y salen en los mismos dias. prod.: trigo, centeno, poca cebada, patatas, judias, vino, y frutas; mantiene ganado lanar, cabrío y vacuno; cria caza de perdices, conejos, liebres y algun corzo. ind. y comercio la agrícola, 6 molinos harineros, carboneo y estraccion de carbon, frutas y algo de lana fina. pobl.: 319 vec., 1,543 alm. cap. prod.: 9.798,367 rs. imp.: 398,663. contr. segun el cálculo general y ofícial de la prov.; 9'65 por 100.
(Madoz, 1848, p. 428)

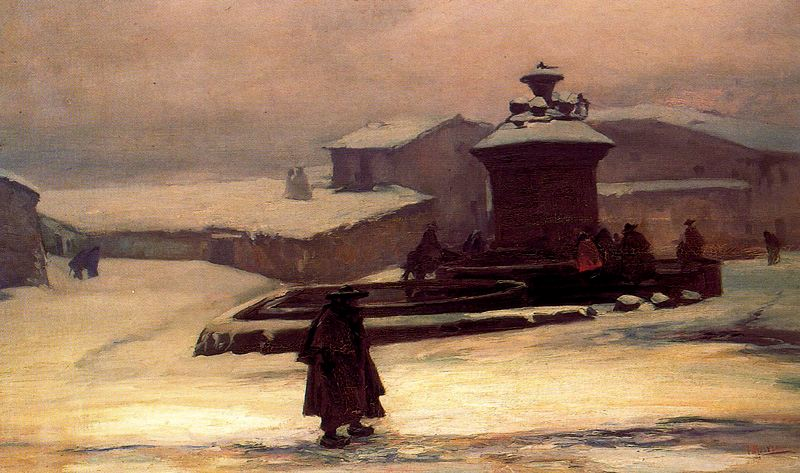
Fuente de Miraflores por Jaime Morera Galicia (c. 1891)

Desde finales del siglo XIX, este pueblo es reconocido como centro habitual de visitantes que vienen atraídos por el pueblo en sí y por sus alrededores que son reclamo para numerosos excursionistas y montañeros que se adentran en los puertos de Canencia y Morcuera, donde recorren numerosas rutas y senderos entre los que destaca entre muchos el inicio de la Cuerda Larga.
El Álamo (Ulmus minor) murió a finales de la década de 1980 debido a una enfermedad conocida como grafiosis, transmitida por un pequeño escarabajo portador de un hongo. Esta enfermedad solo afecta a los olmos de esta especie y acabó con todos o casi todos, incluidos los típicos de las plazas de los pueblos. Vicente Aleixandre, que veraneó en Miraflores de la Sierra durante gran parte de su vida, le dedicó al Álamo una poesía que se puede leer al lado del tronco. En 2006 se remodeló la plaza que lo alberga preservando los restos del tronco en un monumento dedicado a los ancianos de la localidad. En 2017 se construyó una réplica de bronce en la sustitución del Álamo, lo que causó mucha polémica.

## Demografía
Cuenta con una población de 7139 habitantes (INE 2024).
| Gráfica de evolución demográfica de Miraflores de la Sierra entre 1842 y 2021                                         |
| |
| Población de derecho según los censos de población del INE. Población de hecho según los censos de población del INE. |

## Transporte

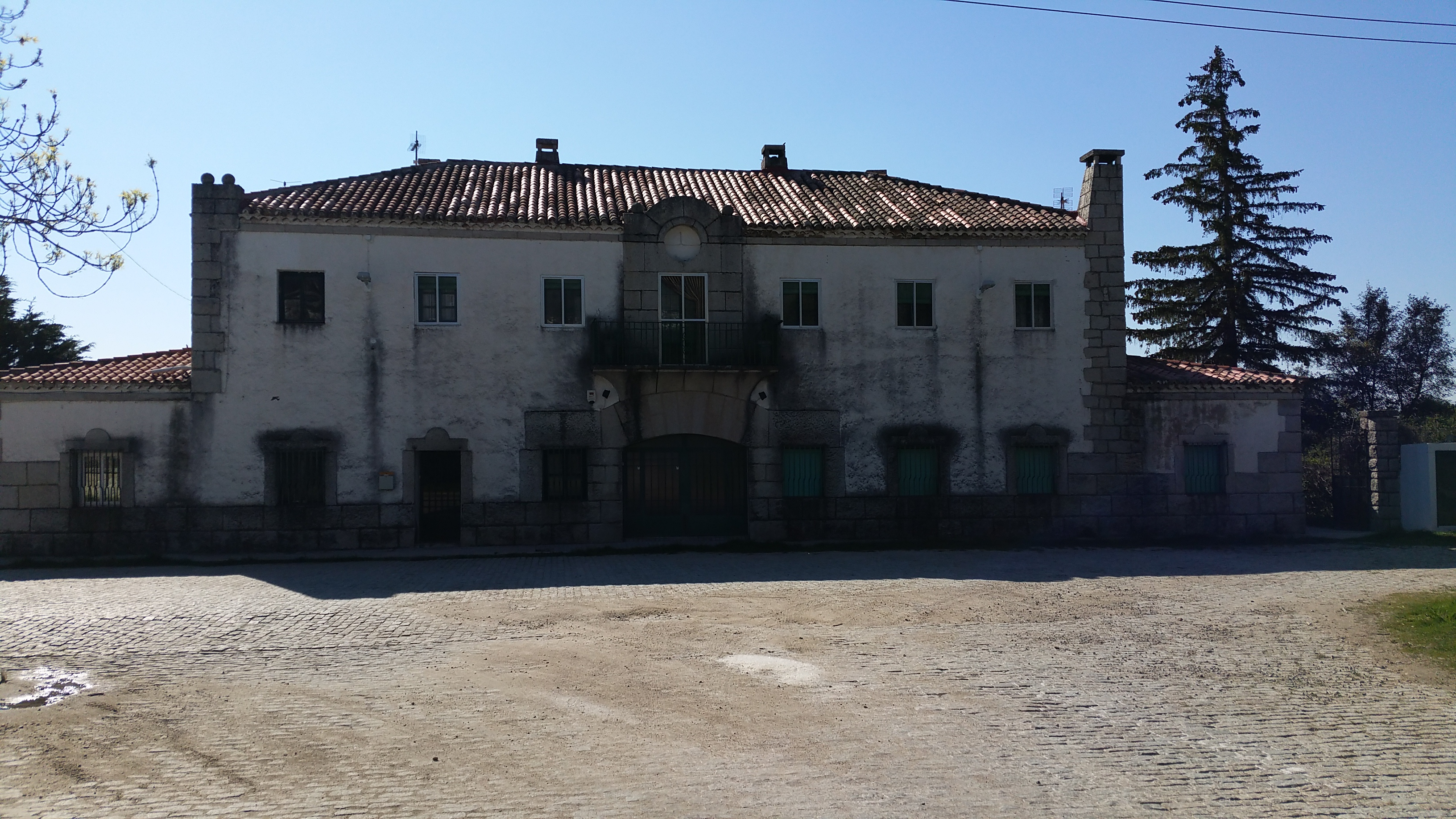
Estación de Miraflores de la Sierra (sin servicio)

La localidad cuenta con una línea de autobús, que une este municipio con otros de alrededor y con el intercambiador de Plaza de Castilla en Madrid.
| Línea | Recorrido                                                                       |
| ----- | ------------------------------------------------------------------------------- |
| 725   | Madrid (Plaza de Castilla) - Miraflores de la Sierra - Bustarviejo - Valdemanco |

En el municipio, un poco alejado del casco urbano, se encuentra la estación de Miraflores de la Sierra, que formaba parte del ferrocarril directo Madrid-Burgos, que desde 2011 carece de servicio, debido al derrumbe del túnel de Somosierra.

## Educación
En Miraflores de la Sierra hay una guardería (pública), un colegio público de educación infantil , primaria y secundaria (Colegio Público Vicente Aleixandre) y un colegio concertado de educación infantil y primaria (Colegio San Pablo). Anexo al colegio público Vicente Aleixandre, existe un instituto de educación secundaria.

## Patrimonio

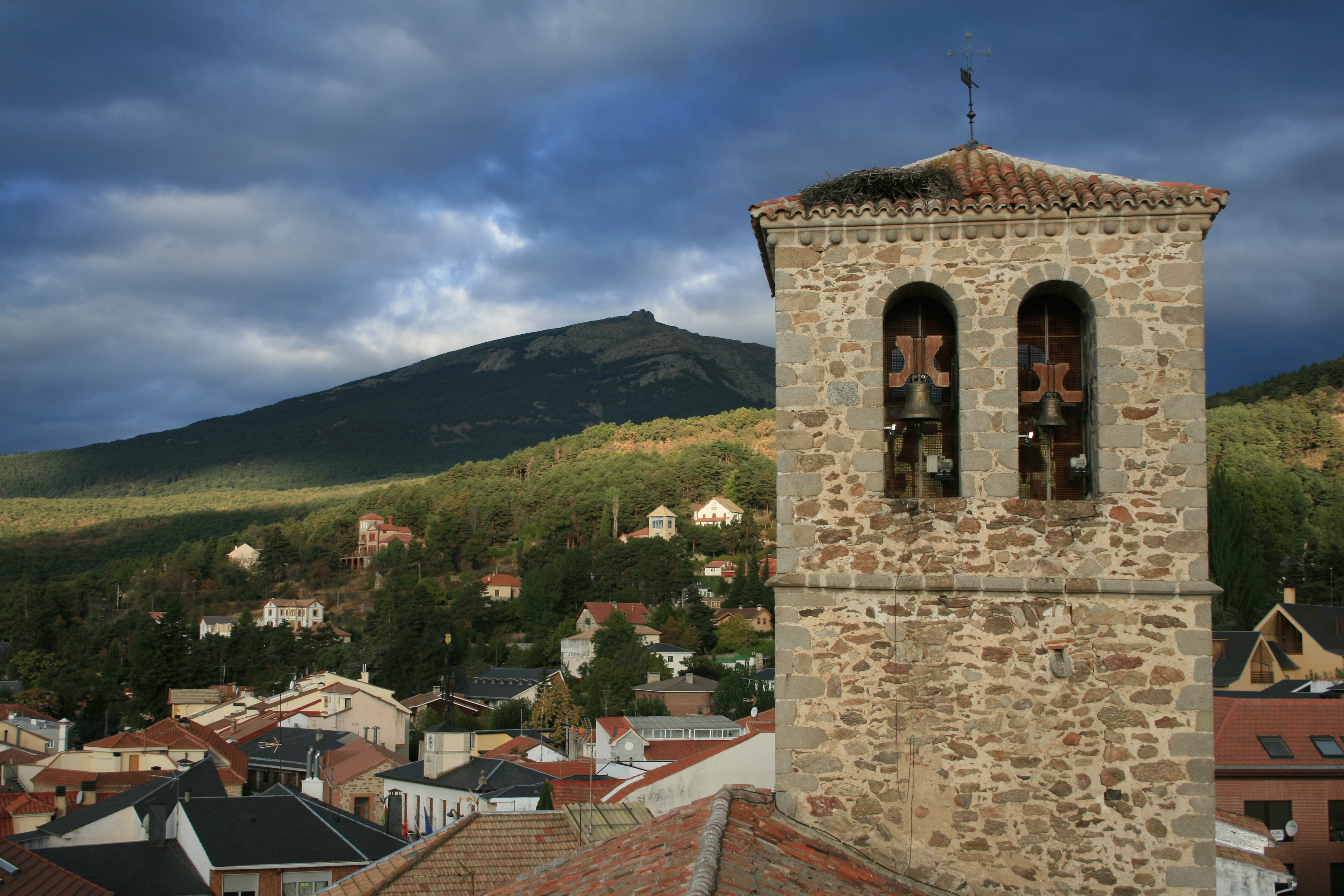
La iglesia, Miraflores de la Sierra y al fondo el pico de La Najarra

Uno de los lugares más representativos es la plaza del Álamo, una de las zonas con mayor actividad comercial y gastronómica. Próxima se encuentra la iglesia, un templo consagrado a la Asunción de Nuestra Señora. El primer templo data del siglo XV y durante los siglos posteriores se han ido realizando sucesivas ampliaciones y modificaciones, además del Ayuntamiento y por el edificio de la casa de la cultura.
Famosa por sus fuentes, Miraflores cuenta con excelentes zonas de recreo para disfrutar de todo su esplendor, como la Fuente del Cura o el humilladero de San Blas. La Fuente Nueva es una fuente de piedra que data de 1791. Sus dos grandes pilones redondos se utilizaban uno para lavar la ropa y el otro como abrevadero para el ganado. Emblema del pueblo, ha sido el punto de encuentro durante generaciones y hoy en día sigue manteniendo ese atractivo.
Antes de entrar al pueblo por la carretera de Madrid, se encuentra la gruta de la Virgen de Begoña, que aunque es de carácter privado es muy visitada. Fundada por Julián Reyzabal Delgado. En 2002 el cardenal arzobispo de Madrid concede la licencia para celebrar la Eucaristía. Lugar para la oración y el recogimiento espiritual.

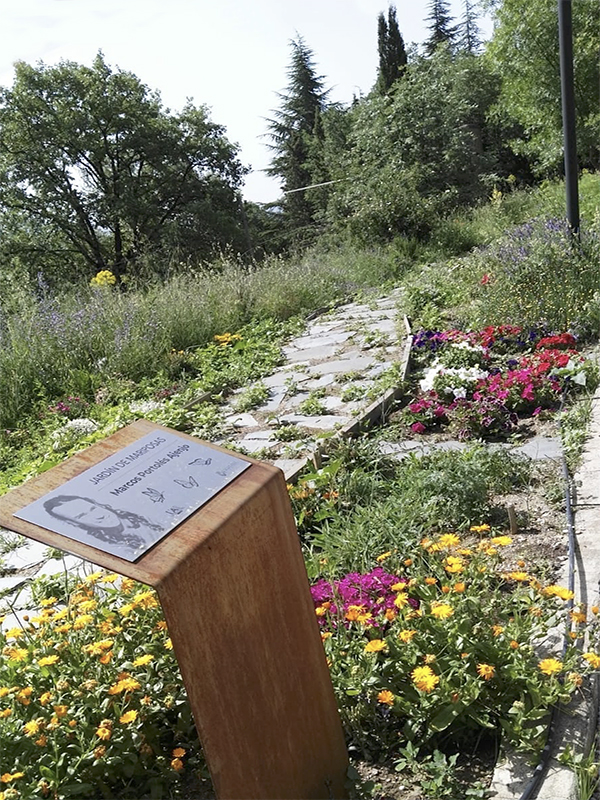
Jardín de Mariposas «Marcos Portolés Ajenjo»

En 2017 se inauguró el Jardín de Mariposas "Marcos Portolés Ajenjo" un proyecto realizado por iniciativa privada con la colaboración del Ayuntamiento local y situado en terrenos de la Universidad Autónoma de Madrid. Dada la altitud en la que se sitúa la colección botánica, es visitado por innumerables especies de artrópodos, posee multitud de especies vegetales adaptadas al medio y altura, y contiene las necesarias plantas hospederas y nutricias para que las Mariposas puedan desarrollar su ciclo vital completo, se complementa con una estructura que da cobijo a insectos beneficiosos para la agricultura.

## Fiestas
El ciclo festivo de Miraflores de la Sierra, se inicia el 3 de febrero con la Festividad de San Blas, Este día se rememora la expulsión de las tropas napoleónicas de Miraflores de la Sierra. Cuenta la leyenda que las fuerzas francesas acantonados en Colmenar Viejo asaltaron y saquearon el pueblo, finalizado el ataque las tropas francesas hacen noche en donde hoy se levanta el humilladero de San Blas. Los mirafloreños, ayudados por los guerrilleros que se escondían por los bosques aledaños, lanzan un ataque nocturno en el que ataviados con cencerros a la espalda, simulan una estampida de ganado, haciendo huir a los franceses y recuperando el dinero y las joyas sustraídas.
Desde ese día, todos los 3 de febrero, se realiza la romería al humilladero de San Blas, en el que los perreros con sus llamativos trajes son los protagonistas, recordando la valentía de sus antepasados. Es tradicional comer patatas con bacalao y a la vuelta al pueblo se continúa la fiesta con suelta de vaquillas y baile en la Plaza de España.

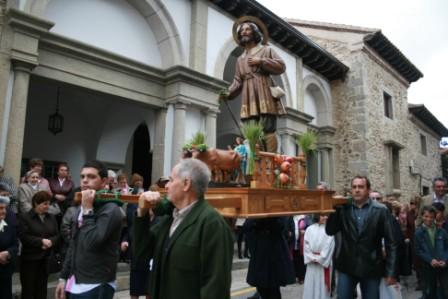
Procesión de San Isidro, cada 15 de mayo

15 de mayo San Isidro, durante el siglo XVII se beatifica y canoniza a Isidro de Merlo y Quintana como San Isidro, haciéndose popular la veneración al Santo. En 1960 se le declara patrono de los agricultores españoles por Juan XXIII. Cada 15 de mayo en Miraflores de la Sierra se realiza la procesión en su honor por las calles del pueblo mientras se lanzan granos de trigo para bendecir los campos. A continuación, se realiza en la puerta de la Iglesia una subasta de productos típicos de la localidad. La fiesta termina en la Plaza de España con baile y limonada con galletas.
Durante la semana del día 15 de agosto se celebran las fiestas en honor a la patrona del pueblo la Virgen de la Asunción de Miraflores de la Sierra. La Banda Pamplonica ameniza cada momento, los encierros (de adultos y de niños), los juegos populares, la procesión de la Virgen por las calles del pueblo, y los tradicionales festejos taurinos acompañan a esta celebración.